# Bakteryjna plamistość drzew pestkowych

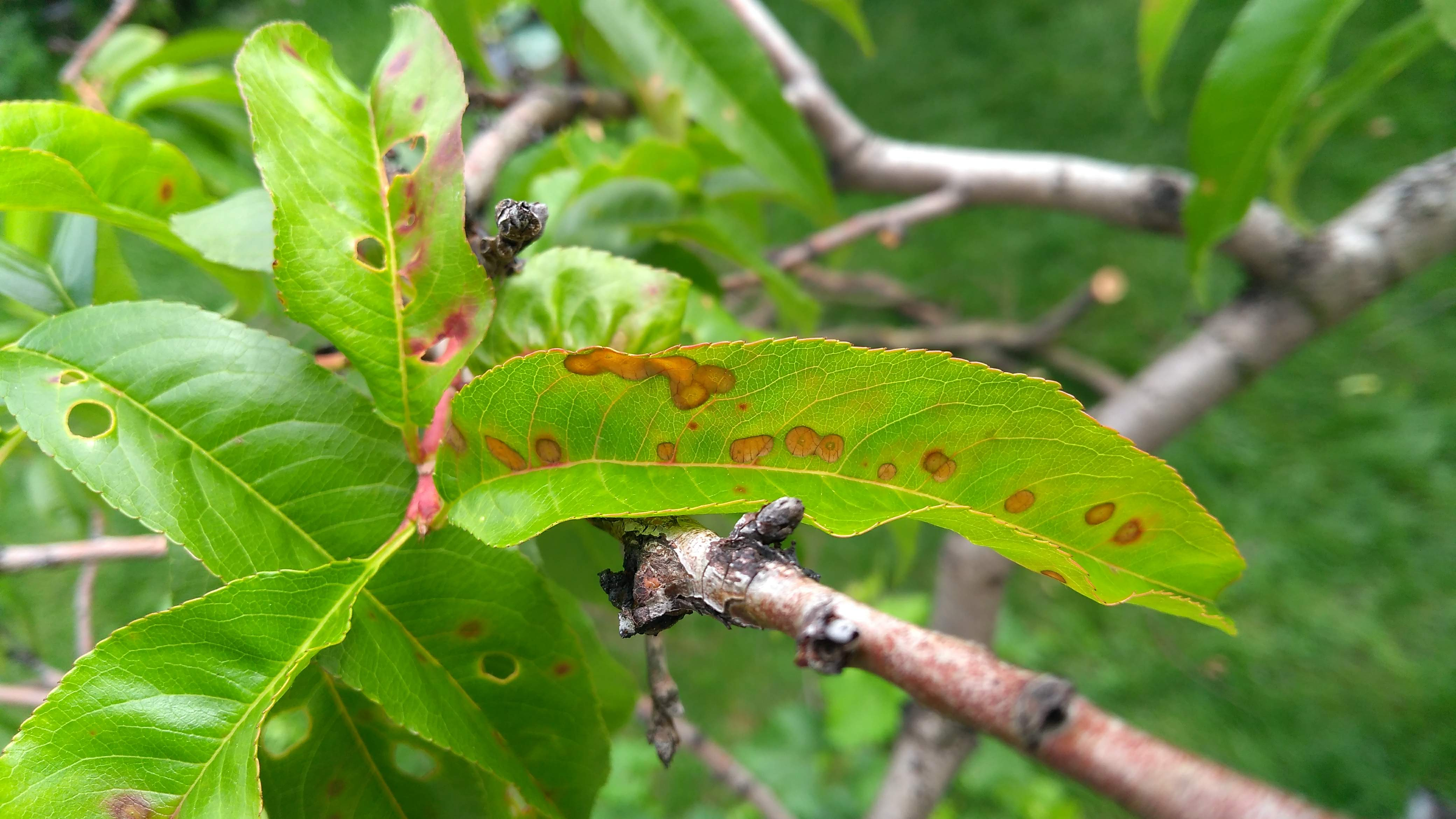
Objawy na liściach i pędzie brzoskwini

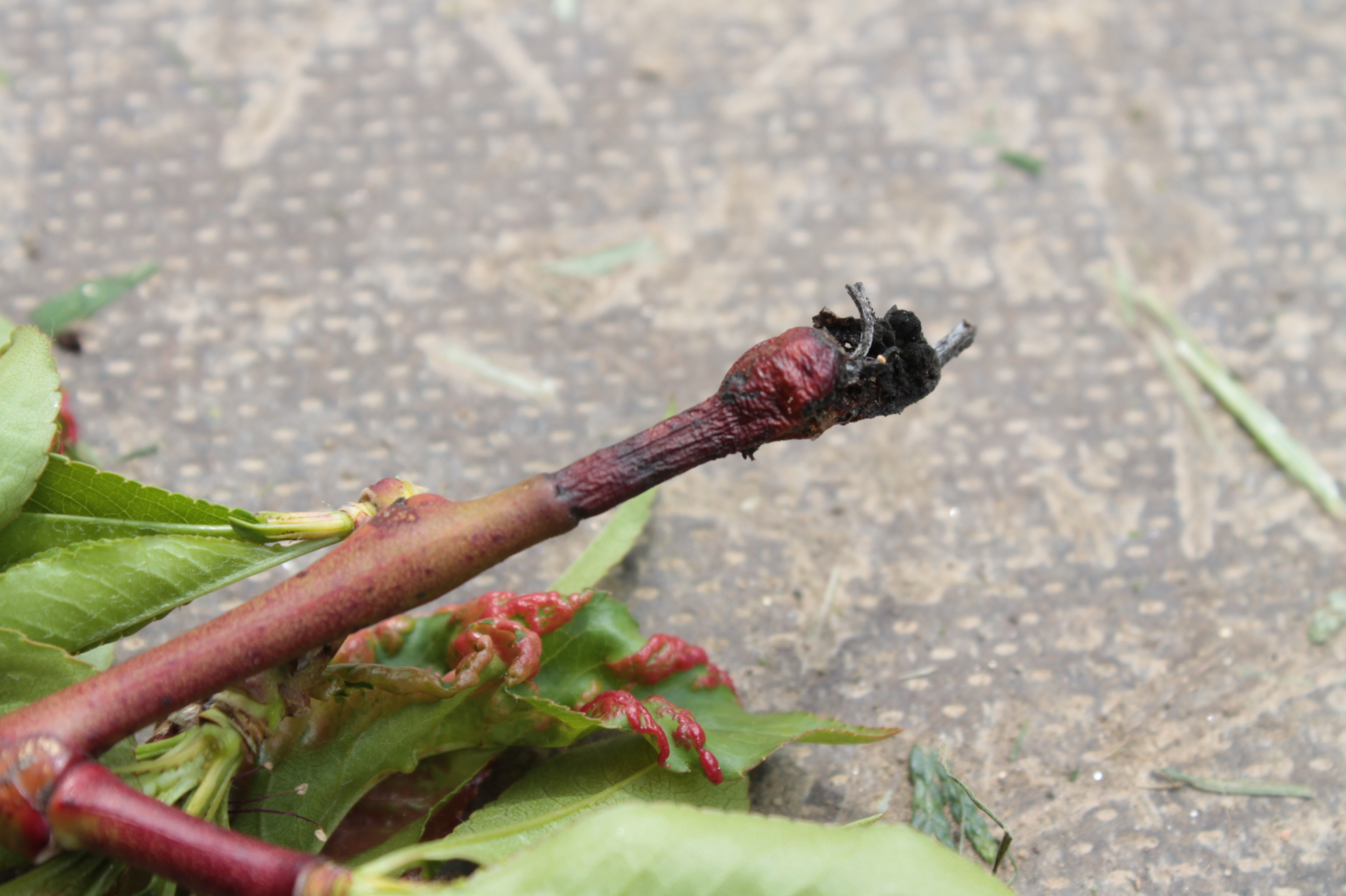
Obumarły wierzchołek pędu brzoskwini

Bakteryjna plamistość drzew pestkowych (ang. bacterial leaf spot of stone fruits, bacterial shot-hole of stone fruits) – bakteryjna choroba drzew pestkowych wywołana przez Xanthomonas arboricola pv. pruni.

## Występowanie i szkodliwość
Chorobę po raz pierwszy opisano w 1930 r. na śliwie japońskiej w stanie Michigan w USA. Obecnie w występuje we wszystkich rejonach uprawy roślin z rodzaju Prunus, Szczególnie groźna jest dla brzoskwini, nektaryny, śliwy domowej i śliwy japońskiej, ale występuje także na moreli, migdałowcu, wiśni oraz na dziko żyjących gatunkach z rodzaju Prunus. Do infekcji dochodzi głównie w okresach wilgotnej i ciepłej pogody. Choroba występuje rzadko. Poraża wszystkie części rośliny, ale największe szkody wyrządza owocom. Czasami porażeniu mogą ulec nawet wszystkie owoce w sadzie. Przedwczesne opadanie porażonych liści powoduje osłabienie wzrostu drzew oraz ich większą podatność na uszkodzenia mrozowe.

## Objawy
Pierwszym objawem choroby jest plamistość liści. Początkowo są to jasnozielone, niewielkie i zwykle nieregularne plamki, ale później zmieniające zabarwienie na brunatno-brązowe. Tkanka w tym miejscu ulega nekrozie i często wykrusza się, wskutek czego w liściu powstają dziury. Silnie porażone liście żółkną i opadają. Okrągłe, brązowe plamy, często z jasnozieloną obwódką, tworzą się również na zawiązkach owoców brzoskwini. Początkowo są małe i tylko na ich powierzchni, ale później powiększają się, zapadają i stają wodniste. Wskutek rozrastania się owoców tkanka wokół plam pęka. Może wówczas następować ich gumoza, zwłaszcza po deszczach. Na śliwkach tworzą się zapadnięte nekrozy o barwie od ciemnobrunatnej do czarnej, otoczone wodnistą strefą. Owoce wiśni ulegają zniekształceniu, a bakterie występują nie tylko na ich skórce, ale w całym miąższu aż po pestkę.
Choroba porażą również wierzchołki pędów brzoskwini. Wiosną, jeszcze przed wyrośnięciem pędów jednorocznych powstają na nich zrakowacenia. Latem tworzą się na nich wodniste, ciemnopurpurowe plamy wokół przetchlinek. Gdy nekroza obejmie cały obwód pędu, jego część powyżej uszkodzenia obumiera. Gdy pędy zainfekowane zostaną później, powstają na pędach wodniste, ciemnopurpurowe, soczewkowate plamy. Zasychają one i stają się ciemne i wklęsłe z wodnistą otoczką. U śliwy i moreli zrakowacenia tworzą się na pędach 2–3 letnich, są głębokie, powodują zniekształcenia i zamieranie pędów.

## Ochrona
Xanthomonas arboricola pv. pruni zimuje na korze, łyku, drewnie i pąkach porażonych drzew, ale także na powierzchni roślin. Wiosną bakterię rozprzestrzeniają wiatr i deszcze, ale może być przenoszona także przez owady. Infekcjom sprzyja rosa i skraplająca się mgła. W okresach bezdeszczowej pogody rozwój choroby ulega przyhamowaniu.
W Polsce nie ma zarejestrowanego środka chemicznego do zwalczania bakteryjnej plamistości drzew pestkowych. Największe znaczenie w zapobieganiu chorobie ma używanie w sadach do nasadzeń wyłącznie zdrowych sadzonek. Zarówno zbyt silne, jak i zbyt słabe nawożenie stymuluje rozwój choroby, gdyż zmniejsza odporność drzew.